# Natalia Fateïeva
Natalia Nikolaïevna Fateïeva (en russe : Наталья Николаевна Фатеева), née le 23 décembre 1934 à Kharkiv dans l'Union soviétique, est une actrice soviétique puis russe.

## Filmographie
- 1963 : Trois plus deux de Genrikh Oganessian
- 1965 : Bonjour, c'est moi de Frounze Dovlatyan
- 1971 : Les Gentilshommes de la chance de Alexandre Sery
- 1976 : La Farce de Vladimir Menchov
- 1979 : Il ne faut jamais changer le lieu d'un rendez-vous de Stanislav Govoroukhine
- 1983 : Anna Pavlova de Emil Loteanu
- 1987 : L'Homme du boulevard des Capucines de Alla Sourikova
- 1991 : Anna Karamazoff de Rustam Khamdamov